# トニーク・ウィリアムズ＝ダーリン
トニーク・ウィリアムズ＝ダーリン（Tonique Williams-Darling、1976年1月17日 - ）は、バハマの陸上競技選手である。2004年アテネオリンピック女子400mの金メダルを獲得した。これはバハマの選手として、個人種目では初めての金メダルである。
2004年7月に、女子400mで23連勝中だったメキシコのアナ・ゲバラをローマで行われたIAAFゴールデンリーグで破り、オリンピックでも再びゲバラを下し、金メダルを獲得した。2005年世界陸上選手権では初優勝を飾った。

## 主な実績
| 年   | 大会                           | 場所                         | 種目 | 結果 | 記録   |
| ---- | ------------------------------ | ---------------------------- | ---- | ---- | ------ |
| 2003 | ワールドアスレチックファイナル | モンテカルロ（モナコ）       | 400m | 銅   | 50秒87 |
| 2004 | 世界室内陸上選手権             | ブダペスト（ハンガリー）     | 400m | 銅   | 50秒87 |
| 2004 | オリンピック                   | アテネ（ギリシャ）           | 400m | 金   | 49秒41 |
| 2005 | 世界陸上選手権                 | ヘルシンキ（フィンランド）   | 400m | 金   | 49秒55 |
| 2005 | ワールドアスレチックファイナル | モンテカルロ（モナコ）       | 400m | 銀   | 49秒54 |
| 2006 | コモンウェルスゲームズ         | メルボルン（オーストラリア） | 400m | 銀   | 50秒76 |

## 自己ベスト
- 200m - 22秒77 (2004年)
- 400m - 49秒07 (2004年)